# دانيال نانا يبواه
دانيال نانا يبواه (بالإنجليزية: Daniel Nana Yeboah)‏ هو لاعب كرة قدم غاني في مركز الدفاع، ولد في 20 يوليو 1984 في غانا. شارك مع منتخب غانا لكرة القدم. أما مع النوادي، فقد لعب مع أشانتي كوتوكو والنادي المصري ونادي الاتحاد السكندري ونادي النجمة ونادي حرس الحدود.

## وصلات خارجية
- دانيال نانا يبواه على موقع الاتحاد الدولي (مؤرشف)  (الإنجليزية)
- دانيال نانا يبواه على موقع قاعدة بيانات كرة القدم.إي يو (الإنجليزية)
- دانيال نانا يبواه على موقع ناشيونال فوتبول تيمز (الإنجليزية)